# Jose Metelo
Jose Metelo – portugalski rugbysta, sześciokrotny reprezentant Portugalii w rugby union mężczyzn. 
Jego pierwszym meczem w reprezentacji było spotkanie z Belgią, które zostało rozegrane 21 kwietnia 1968. Ostatni raz w reprezentacji zagrał 12 maja 1968 w Lizbonie, kiedy to jego reprezentacja podejmowała drużynę Włoch.